# エレファントカシマシのライブアルバム
エレファントカシマシのライブアルバムは、エレファントカシマシがこれまでに発売したライヴ音源によるアルバム作品についてまとめた項。

## 日本 夏
日本 夏（- にほん なつ　- TEKA-2507）「ロックインジャパン ライブヒストリー I」
- 「野音 秋」と共にライヴ会場、通信販売でのみ同時リリースされた初のライヴ音源によるアルバムCDである。7月からはAmazon.ne.jpで限定リリースされた。
- リリース音源用ではないため海賊盤仕様となる。
- エレファントカシマシが出演した「ROCK IN JAPAN FESTIVAL」、「COUNTDOWN JAPAN」から厳選されている。
- 2013年に「野音 秋」と共に復刻リリース。

### 曲目
1. ガストロンジャー - (5'27)
2. 孤独な旅人 - (4'39)
3. 悲しみの果て - (2'31)
以上、2001年8月5日のROCK IN JAPAN FESTIVAL'01より。
4. 四月の風 - (4'27)
5. Baby自転車 - (4'23)
以上、2002年8月11日のROCK IN JAPAN FESTIVAL'02より。
6. 俺の道 - (5'08)
7. 歴史前夜 - (5'01)
未発表曲。「歴史」の仮歌バージョン。
以上、2003年8月3日のROCK IN JAPAN FESTIVAL'03より。
8. 平成理想主義 - (8'26)
2004年8月8日のROCK IN JAPAN FESTIVAL'04より。
9. パワー・イン・ザ・ワールド - (4'43)
2003年12月31日のCOUNTDOWN JAPAN 03/04より。
10. 化ケモノ青年 - (5'28)
11. 男は行く - (6'08)
以上、2004年12月30日のCOUNTDOWN JAPAN 04/05より。

## 野音 秋
野音 秋（- やおん あき - TEKA-2508）「日比谷野外音楽堂 ライブヒストリー下巻」/「エレファントカシマシ野音 chronicle 2」
- 「日本 夏」と共にライヴ会場、通信販売でのみ同時リリースされた初のライヴ音源によるアルバムCDである。7月からはAmazon.ne.jpで限定リリースされた。
- 毎年好例で開催してる日比谷野外音楽堂ライヴから厳選している。
- 「日比谷野外音楽堂 ライブヒストリー下巻」として発売されたが、2013年のBOXセット(後述)リリースまで「上巻」の発売は未定のままであった。
- 2013年の復刻版では、新たに「エレファントカシマシ野音 chronicle 2」と記されている。

### 曲目
1. 「序曲」夢のちまた -  (3'41)
2. 夢を見ようぜ - (3'34)
3. ゲンカクGet Up Baby - (3'06)
4. 土手 - (3'34)
5. かけだす男 - (3'49)
6. 珍奇男 - (6'33)
7. うれしけりゃとんでゆけよ - (5'00)
8. 男餓鬼道空っ風 - (5'42)
9. 通りを越え行く - (4'38)
以上、1996年9月8日の野音より。
10. 明日に向かって走れ - (4'42)
1997年9月13日の野音より。
11. 旅の途中 - (4'54)
12. ドビッシャー男 - (4'05)
以上、1999年7月4日の野音より。
13. 四月の風 - (4'50)
2003年7月21日の野音より。
14. 友達がいるのさ - (6'12)
2004年7月3日の野音より。

## THE ELEPHANT KASHIMASHI official live bootleg box
[the fighting men's chronicle] 〜THE ELEPHANT KASHIMASHI official live bootleg box（ - ザ ファイティング メンズ クロニクル 〜ザ エレファント カシマシ オフィシヤル ライヴ　ブートレグ ボックス）
- デビュー25周年記念企画「THE ELEPHANT KASHIMASHI IS A BAND! 25 years history of the fighting men」の第1弾として、通信販売限定で発売されたボックス仕様の6枚組ライヴアルバム。
- 事務所で保管、各関係者から発掘された音源などで構成された内容となる。

### 曲目と解説

#### Disc-1
complete unknown 〜 days of shimokitazawa
EPIC SONYとの契約終了からポニーキャニオンとの契約の間に行われた自主ライヴ。このDAT音源(隠し録り)を所有していたのは、当時ファンとして来ていた現在の事務所スタッフ。
|    | 曲目                 | 会場                        |    | 曲目                       | 会場                                                                   |
| -- | -------------------- | --------------------------- | -- | -------------------------- | ---------------------------------------------------------------------- |
| 01 | 夢を見ようぜ         | 1995年6月21日 下北沢SHELTER | 11 | 真冬のロマンチック 〜 Inst | 1999年11月23日 下北沢SHELTER                                           |
| 02 | ライブにせかされて ★ | 1995年6月21日 下北沢SHELTER | 12 | 俺の道 ◆                   | 2003年2月7日 下北沢CLUB Que 『BATTLE ON FRIDAY vs Syrup 16g』          |
| 03 | 悲しみの果て         | 1995年6月21日 下北沢SHELTER | 12 | 俺の道 ◆                   | 2003年2月7日 下北沢CLUB Que 『BATTLE ON FRIDAY vs Syrup 16g』          |
| 04 | Baby自転車           | 1995年6月21日 下北沢SHELTER | 12 | 俺の道 ◆                   | 2003年2月7日 下北沢CLUB Que 『BATTLE ON FRIDAY vs Syrup 16g』          |
| 05 | 孤独な旅人           | 1995年6月21日 下北沢SHELTER | 13 | 俺の道 ◆                   | 2003年4月11日 下北沢SHELTER 『BATTLE ON FRIDAY vs MO'SOME TONEBENDER』 |
| 06 | BABY BABY ★          | 1995年6月21日 下北沢SHELTER | 13 | 俺の道 ◆                   | 2003年4月11日 下北沢SHELTER 『BATTLE ON FRIDAY vs MO'SOME TONEBENDER』 |
| 07 | さよならばかり ★     | 1995年6月21日 下北沢SHELTER | 13 | 俺の道 ◆                   | 2003年4月11日 下北沢SHELTER 『BATTLE ON FRIDAY vs MO'SOME TONEBENDER』 |
| 08 | 始まりはいつも       | 1995年6月21日 下北沢SHELTER | 14 | Inst 〜 俺の道 ◆           | 2005年3月14日 下北沢CLUB Que 『シークレットライヴ』                    |
| 09 | 花男                 | 1995年6月21日 下北沢SHELTER | 15 | ファイティングマン ◆       | 2005年3月14日 下北沢CLUB Que 『シークレットライヴ』                    |
| 10 | かけだす男           | 1999年9月2日 下北沢SHELTER  |    |                            |                                                                        |

★ - 未発表曲、◆ - ボーナストラック

### Disc-2
who's next 〜select from 渋谷クアトロマンスリー '95 to '96
現事務所と契約後に開催された3ヶ月連続の渋谷クワトロのワンマン公演。DAT音源。
|    | 曲目               | 会場                                                    |    | 曲目                | 会場                                                     |
| -- | ------------------ | ------------------------------------------------------- | -- | ------------------- | -------------------------------------------------------- |
| 01 | 男は行く           | 1995年11月30日 渋谷クラブクワトロ 『旅に出ようぜvol.1』 | 09 | Baby自転車          | 1995年11月30日 渋谷クラブクワトロ 『旅に出ようぜvol.1』  |
| 02 | 夢を見ようぜ       | 1995年11月30日 渋谷クラブクワトロ 『旅に出ようぜvol.1』 | 10 | 涙                  | 1995年11月30日 渋谷クラブクワトロ 『旅に出ようぜvol.1』  |
| 03 | 孤独な旅人         | 1995年11月30日 渋谷クラブクワトロ 『旅に出ようぜvol.1』 | 11 | ファイティングマン  | 1995年11月30日 渋谷クラブクワトロ 『旅に出ようぜvol.1』  |
| 04 | 悲しみの果て       | 1995年11月30日 渋谷クラブクワトロ 『旅に出ようぜvol.1』 | 12 | 奴隷天国            | 1995年12月17日 渋谷クラブクワトロ 『旅に出ようぜvol.2』  |
| 05 | やさしさ           | 1995年11月30日 渋谷クラブクワトロ 『旅に出ようぜvol.1』 | 13 | おはよう こんにちは | 1995年12月17日 渋谷クラブクワトロ 『旅に出ようぜvol.2』  |
| 06 | 珍奇男             | 1995年11月30日 渋谷クラブクワトロ 『旅に出ようぜvol.1』 | 14 | GT                  | 1995年12月17日 渋谷クラブクワトロ 『旅に出ようぜvol.2』  |
| 07 | 星の降るような夜に | 1995年11月30日 渋谷クラブクワトロ 『旅に出ようぜvol.1』 | 15 | ゲンカクGet Up Baby | 1996年1月24日 渋谷クラブクワトロ 『旅に出ようぜvol.3』』 |
| 08 | 男餓鬼道空っ風     | 1995年11月30日 渋谷クラブクワトロ 『旅に出ようぜvol.1』 | 16 | 極楽大将生活賛歌    | 1996年1月24日 渋谷クラブクワトロ 『旅に出ようぜvol.3』』 |

### Disc-3
early autumn 「野音 初秋」エレファントカシマシ 野音chronicle 1
91年(2回目)、92年(3回目)の野音ライヴでの音源。ボーナストラックは93年のオープニンクナンバー。91年、93年はDAT音源、92年はVHS音源。
|    | 曲目         | 会場                             |    | 曲目                 | 会場                              |
| -- | ------------ | -------------------------------- | -- | -------------------- | --------------------------------- |
| 01 | 優しい川     | 1991年9月22日 日比谷野外大音楽堂 | 08 | 金でもないかと       | 1992年9月19日 日比谷野外大音楽堂  |
| 02 | デーデ       | 1991年9月22日 日比谷野外大音楽堂 | 09 | 浮き草               | 1992年9月19日 日比谷野外大音楽堂  |
| 03 | 星の砂       | 1991年9月22日 日比谷野外大音楽堂 | 10 | 珍奇男               | 1992年9月19日 日比谷野外大音楽堂  |
| 04 | 太陽ギラギラ | 1991年9月22日 日比谷野外大音楽堂 | 11 | 通りを越え行く       | 1992年9月19日 日比谷野外大音楽堂  |
| 05 | 待つ男       | 1991年9月22日 日比谷野外大音楽堂 | 12 | 曙光                 | 1992年9月19日 日比谷野外大音楽堂  |
| 06 | やさしさ     | 1991年9月22日 日比谷野外大音楽堂 | 13 | 男は行く             | 1992年9月19日 日比谷野外大音楽堂  |
| 07 | 優しい川     | 1992年9月19日 日比谷野外大音楽堂 | 14 | 「序曲」夢のちまた ◆ | 1993年10月16日 日比谷野外大音楽堂 |

◆ - ボーナストラック

### Disc-4
on the corner「野音 春」エレファントカシマシ 野音chronicle 3
2007年の野音と大阪城から選曲。野音,pro-tools DATA音源、大阪,MD音源。
|    | 曲目               | 会場                                                                       |    | 曲目                       | 会場                                                                       |
| -- | ------------------ | -------------------------------------------------------------------------- | -- | -------------------------- | -------------------------------------------------------------------------- |
| 01 | 「序曲」夢のちまた | 2007年5月26日 日比谷野外大音楽堂 「俺たちの明日」                          | 09 | 愛の日々                   | 2007年5月26日 日比谷野外大音楽堂 「俺たちの明日」                          |
| 02 | 俺たちの明日       | 2007年5月12日 大阪城野外音楽堂 デビュー20周年記念特別公演 「俺たちの明日」 | 10 | 笑顔の未来へ               | 2007年5月12日 大阪城野外音楽堂 デビュー20周年記念特別公演 「俺たちの明日」 |
| 03 | 四月の風           | 2007年5月12日 大阪城野外音楽堂 デビュー20周年記念特別公演 「俺たちの明日」 | 11 | ガストロンジャー           | 2007年5月26日 日比谷野外大音楽堂 「俺たちの明日」                          |
| 04 | 偶成               | 2007年5月26日 日比谷野外大音楽堂 「俺たちの明日」                          | 12 | 月の夜                     | 2007年5月26日 日比谷野外大音楽堂 「俺たちの明日」                          |
| 05 | 奴隷天国           | 2007年5月26日 日比谷野外大音楽堂 「俺たちの明日」                          | 13 | so many people             | 2007年5月26日 日比谷野外大音楽堂 「俺たちの明日」                          |
| 06 | 悲しみの果て       | 2007年5月26日 日比谷野外大音楽堂 「俺たちの明日」                          | 14 | なぜだか、俺は禱ってゐた。 | 2007年5月26日 日比谷野外大音楽堂 「俺たちの明日」                          |
| 07 | 上野の山           | 2007年5月26日 日比谷野外大音楽堂 「俺たちの明日」                          | 15 | 俺たちの明日               | 2007年5月26日 日比谷野外大音楽堂 「俺たちの明日」                          |
| 08 | てって             | 2007年5月26日 日比谷野外大音楽堂 「俺たちの明日」                          | 16 | 絶交の歌 ◆                 | 2006年10月7日 日比谷野外大音楽堂                                           |

◆ - ボーナストラック

### Disc-5
I'll be there　〜武道館＆新春ライブセレクション
武道館公演、新春公演から厳選。#1-4,48ch DMT音源、#5-8,DAT音源、#9,DA88音源、#10-14,pro-tools DATA音源、#15,1/4インチ・アナログテープ音源、#16,カセットテープ音源。
|    | 曲目               | 会場                                                |    | 曲目                                  | 会場                                                  |
| -- | ------------------ | --------------------------------------------------- | -- | ------------------------------------- | ----------------------------------------------------- |
| 01 | 奴隷天国           | 1998年1月3日 日本武道館 CONCERT 1998 "風に吹かれて" | 09 | うつら うつら                         | 2004年1月13日 新宿コマ劇場 "新春ライブ2004"           |
| 02 | 四月の風           | 1998年1月3日 日本武道館 CONCERT 1998 "風に吹かれて" | 10 | 理想の朝                              | 2006年1月8日 Zepp Tokyo "新春ライブ2006"              |
| 03 | 孤独な旅人         | 1998年1月3日 日本武道館 CONCERT 1998 "風に吹かれて" | 11 | 化ケモノ青年                          | 2006年1月8日 Zepp Tokyo "新春ライブ2006"              |
| 04 | かけだす男         | 1998年1月3日 日本武道館 CONCERT 1998 "風に吹かれて" | 12 | ふたりの冬                            | 2012年1月6日 渋谷公会堂 "新春ライブ2012"              |
| 05 | 明日に向かって走れ | 1999年1月3日 日本武道館 CONCERT 1999                | 13 | あなたのやさしさを オレは何に例えよう | 2012年1月6日 渋谷公会堂 "新春ライブ2012"              |
| 06 | はじまりは今       | 1999年1月3日 日本武道館 CONCERT 1999                | 14 | 新しい季節へキミと                    | 2012年1月6日 渋谷公会堂 "新春ライブ2012"              |
| 07 | 悲しみの果て       | 2000年1月3日 日本武道館 "激烈 ROCK TOUR 1999→2000"  | 15 | 待つ男                                | 1991年1月4日 日本武道館 3000席                        |
| 08 | 風に吹かれて       | 2000年1月3日 日本武道館 "激烈 ROCK TOUR 1999→2000"  | 16 | 四月の風 ◆                            | 1997年4月28日 渋谷公会堂 TOUR 1997 明日に向かって走れ |

◆ - ボーナストラック

### Disc-6
history of japan「日本の歴史」エレファントカシマシ ロックインジャパン ライブヒストリーII
ロッキング・オンJAPAN主催フェスからの厳選音源。#1,DA88音源、#2,#6-10,#13,DVD音源、#3-5,MD音源、#12,#14-15,pro-tools DATA音源。
|    | 曲目                       | 会場                                 |    | 曲目                   | 会場                                 |
| -- | -------------------------- | ------------------------------------ | -- | ---------------------- | ------------------------------------ |
| 01 | 生命賛歌                   | 2005年8月7日 ROCK IN JAPAN FES.2005  | 08 | 脱コミュニケーション   | 2010年12月31日 COUNTDOWN JAPAN 10/11 |
| 01 | 生命賛歌                   | 2005年8月7日 ROCK IN JAPAN FES.2005  | 09 | 旅                     | 2010年12月31日 COUNTDOWN JAPAN 10/11 |
| 02 | 笑顔の未来へ               | 2007年12月29日 COUNTDOWN JAPAN 07/08 | 10 | 戦う男                 | 2011年5月5日 JAPAN JAM 2011          |
| 02 | 笑顔の未来へ               | 2007年12月29日 COUNTDOWN JAPAN 07/08 | 11 | ブン・ブン・ブン ※     | 2011年5月5日 JAPAN JAM 2011          |
| 03 | 新しい季節へキミと         | 2008年12月30日 COUNTDOWN JAPAN 08/09 | 12 | 幸せよ、この指にとまれ | 2011年8月7日 ROCK IN JAPAN FES.2011  |
| 04 | 俺たちの明日               | 2008年12月30日 COUNTDOWN JAPAN 08/09 | 12 | 幸せよ、この指にとまれ | 2011年8月7日 ROCK IN JAPAN FES.2011  |
| 05 | ファイティングマン         | 2008年12月30日 COUNTDOWN JAPAN 08/09 | 13 | 生命賛歌               | 2011年12月31日 COUNTDOWN JAPAN 11/12 |
| 06 | 達者であれよ               | 2010年5月16日 JAPAN JAM 2010         | 14 | 七色の虹の橋           | 2012年8月4日 ROCK IN JAPAN FES.2012  |
| 07 | リッスントゥザミュージック | 2010年5月16日 JAPAN JAM 2010         | 15 | so many people         | 2012年8月4日 ROCK IN JAPAN FES.2012  |

※ - ゲスト:仲井戸“CHABO”麗市、RCサクセションのカバー曲。

## THE ELEPHANT KASHIMASHI LIVE BEST BOUT
the fighting men's chronicle special THE ELEPHANT KASHIMASHI live BEST BOUT( - ザ ファイティング メンズ クロニクル スペシャル ザ エレファント カシマシ ライヴ ベスト バウト)
- デビュー25周年記念企画の第2弾としてのライヴアルバム。
- ユニバーサルミュージック移籍後からのライヴテイクから厳選されている。
- また、メジャーレーベルからの一般流通盤としては初のライヴアルバムとなる。
- 2枚目はアルバム「MASTERPIECE」全曲とボーナストラックで構成

### 曲目
Disc-1
1. 俺たちの明日 - 2012.1.7 渋谷公会堂(新春ライブ2012)
2. 笑顔の未来へ - 2011.1.9 日本武道館(新春ライブ2011)
3. 桜の花、舞い上がる道を - 2011.1.9 日本武道館(新春ライブ2011)
4. 新しい季節へキミと - 2011.9.17 日比谷野外大音楽堂
5. 絆(きづな) - 2012.1.6 渋谷公会堂(新春ライブ2012)
6. ハナウタ~遠い昔からの物語~ - 2011.1.9 日本武道館(新春ライブ2011)
7. 幸せよ、この指にとまれ - 2011.1.9 日本武道館(新春ライブ2011)
8. 今宵の月のように - 2009.4.11 桜の花舞い上がる武道館
9. 悲しみの果て - 2011.8.7 ROCK IN JAPAN FES. 2011
10. 四月の風 - 2007.5.26 日比谷野外大音楽堂(俺たちの明日)
11. 風に吹かれて - 2011.8.7 ROCK IN JAPAN FES. 2011
12. 普通の日々 - 2012.1.7 渋谷公会堂(新春ライブ2012)
13. 赤き空よ！ - 2011.1.9 日本武道館(新春ライブ2011)
14. 明日への記憶 - 2011.1.9 日本武道館(新春ライブ2011)
15. 翳りゆく部屋 - 2011.1.9 日本武道館(新春ライブ2011)
16. サムライ - 2007.5.12 大阪城野外音楽堂(俺たちの明日)

Disc-2
1. 我が祈り - 2012.6.27 Zepp Tokyo
2. Darling - 2012.6.28 Zepp Tokyo
3. 大地のシンフォニー - 2012.6.27 Zepp Tokyo
4. 東京からまんまで宇宙 - 2012.6.27 Zepp Tokyo
5. 約束 - 2012.6.28 Zepp Tokyo
6. ココロをノックしてくれ - 2012.6.28 Zepp Tokyo
7. 穴があったら入いりたい - 2012.6.28 Zepp Tokyo
8. 七色の虹の橋 - 2012.6.28 Zepp Tokyo
9. ワインディングロード - 2012.6.28 Zepp Tokyo
10. 世界伝統のマスター馬鹿 - 2012.6.28 Zepp Tokyo
11. 飛べない俺 - 2012.6.28 Zepp Tokyo
12. 脱コミュニケーション - 2012.6.27 Zepp Tokyo
13. 化ケモノ青年 - 2012.6.28 Zepp Tokyo
14. ゲンカクGet Up Baby - 2012.6.27 Zepp Tokyo
15. ガストロンジャー - 2012.6.28 Zepp Tokyo
16. ファイティングマン - 2012.6.28 Zepp Tokyo